# ییونگ
ییونگ (به لاتین: Yi’ong) یک منطقهٔ مسکونی در جمهوری خلق چین است که در منطقه خودمختار تبت واقع شده‌است. ییونگ
- نفر جمعیت دارد.